# Centro Nacional de Pesquisas Atmosféricas

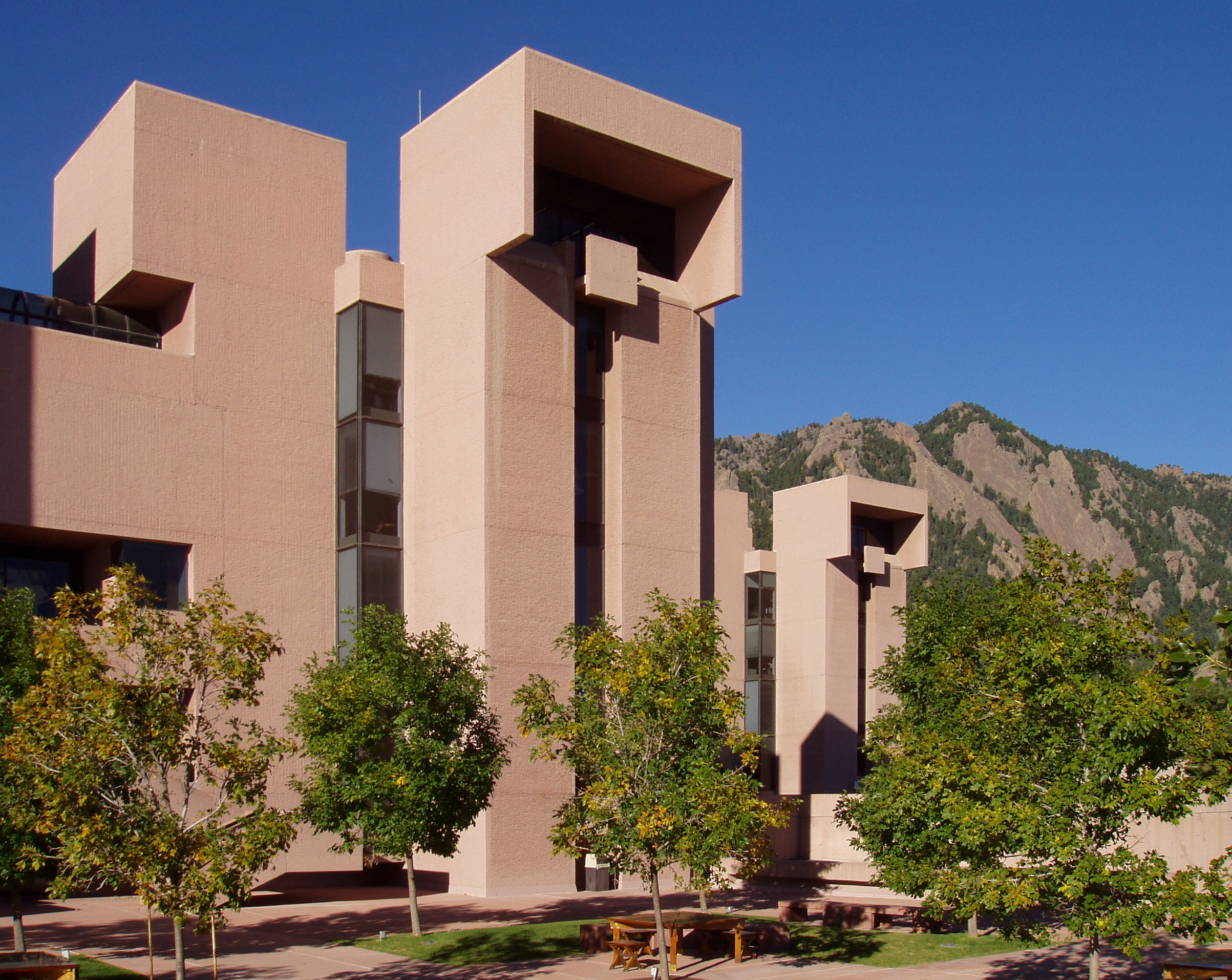
O prédio do NCAR em Boulder, Colorado, EUA.

O Centro Nacional de Pesquisas Atmosféricas (National Center for Atmospheric Research - NCAR) é um instituto não governamental nos Estados Unidos da América sediado no Colorado que abriga pesquisadores e meteorologistas que emitem avisos sobre a qualidade do ar, complexos meteorológicos e sobre mudanças climáticas. O instituto, cuja missão é "Estudar e compreender a nossa atmosfera e suas interações com o Sol, os oceanos, a biosfera e a sociedade humana." O instituto também abriga supercomputadores potentes para suportar modelos de previsão de sistemas complexos meteorológicos e sobre os efeitos potenciais sobre o aquecimento global.